# Broncho Billy and the Indian Maid
Broncho Billy and the Indian Maid è un cortometraggio muto del 1912 diretto da Gilbert M. Anderson.

## Produzione
Il film fu prodotto dalla Essanay Film Manufacturing Company. Venne girato a Niles. Gilbert M. 'Broncho Billy' Anderson, fondatore della casa di produzione Essanay (che aveva la sua sede a Chicago), aveva individuato nella cittadina californiana di Niles il luogo ideale per trasferirvi una sede distaccata della casa madre. Niles diventò così, il set dei numerosi western prodotti da Anderson.

## Distribuzione
Distribuito dalla General Film Company, il film - un cortometraggio a una bobina - uscì nelle sale cinematografiche statunitensi  il 29 giugno 1912. Venne distribuito anche nel Regno Unito, dove venne proiettato per la prima volta il 1º settembre 1912.